# Embalse del Ebro

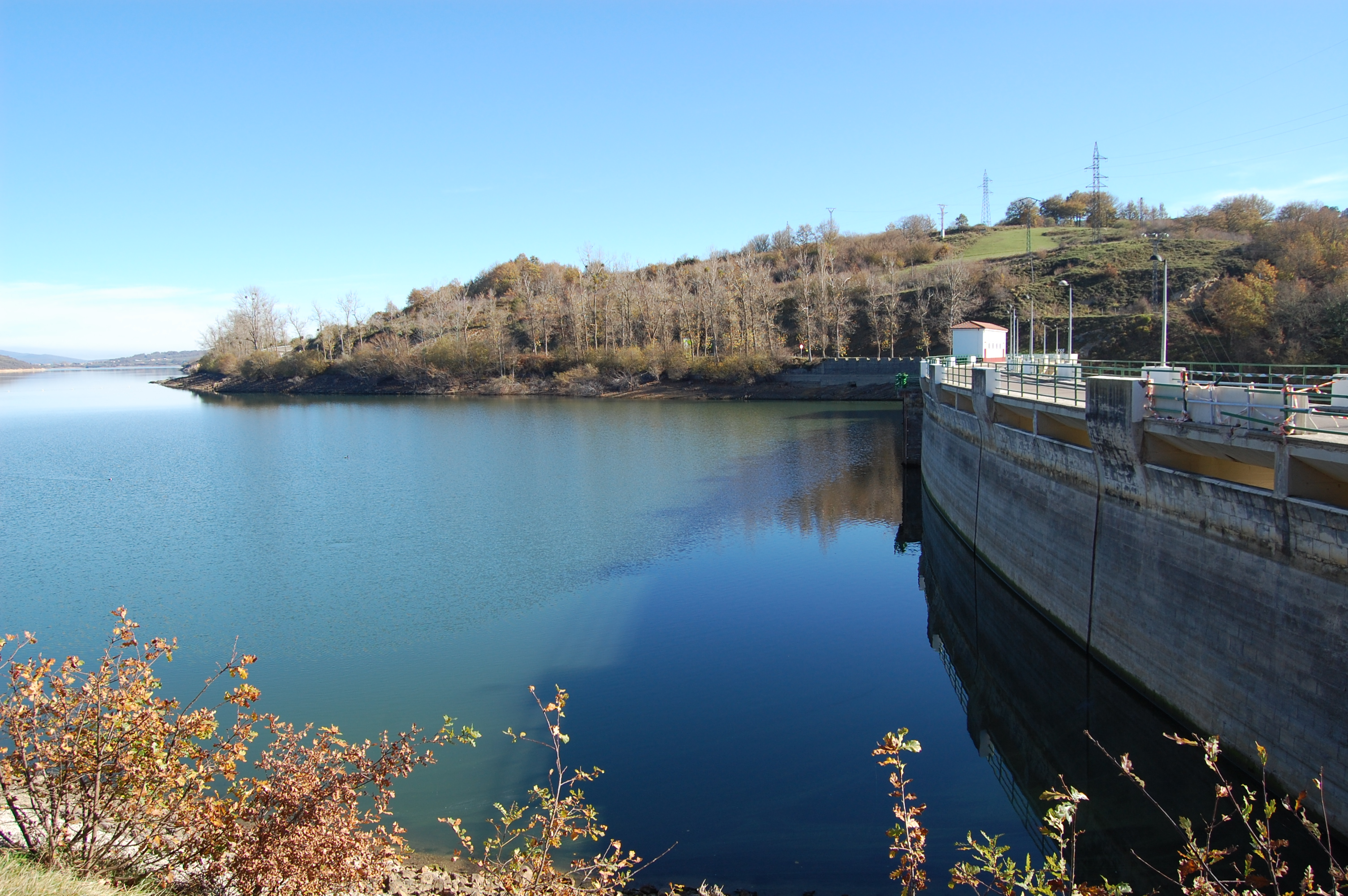
Presa del Embalse desde Arroyo

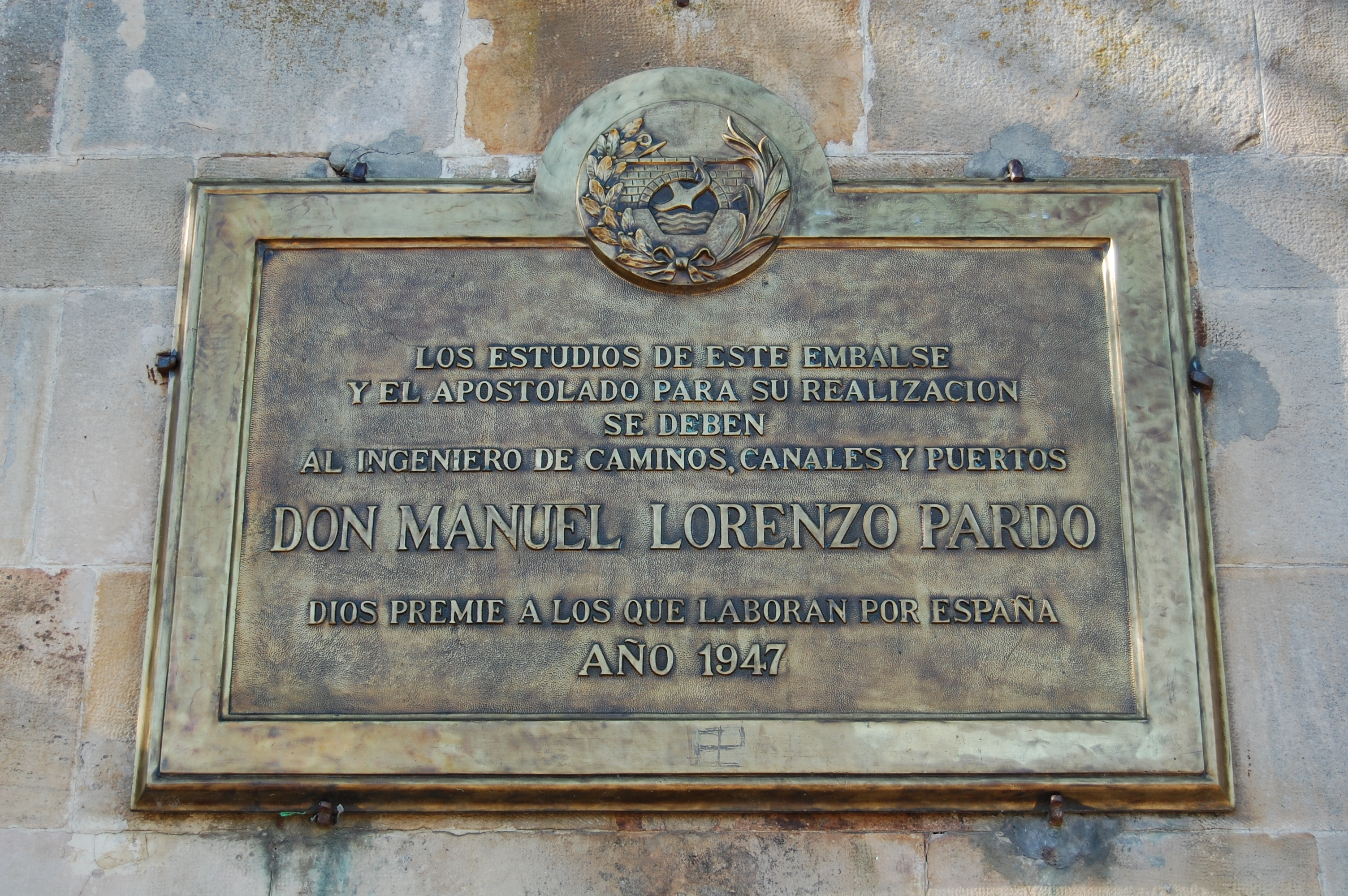
Placa situada en la presa del embalse en reconocimiento al ingeniero de caminos Manuel Lorenzo Pardo, artífice de la obra

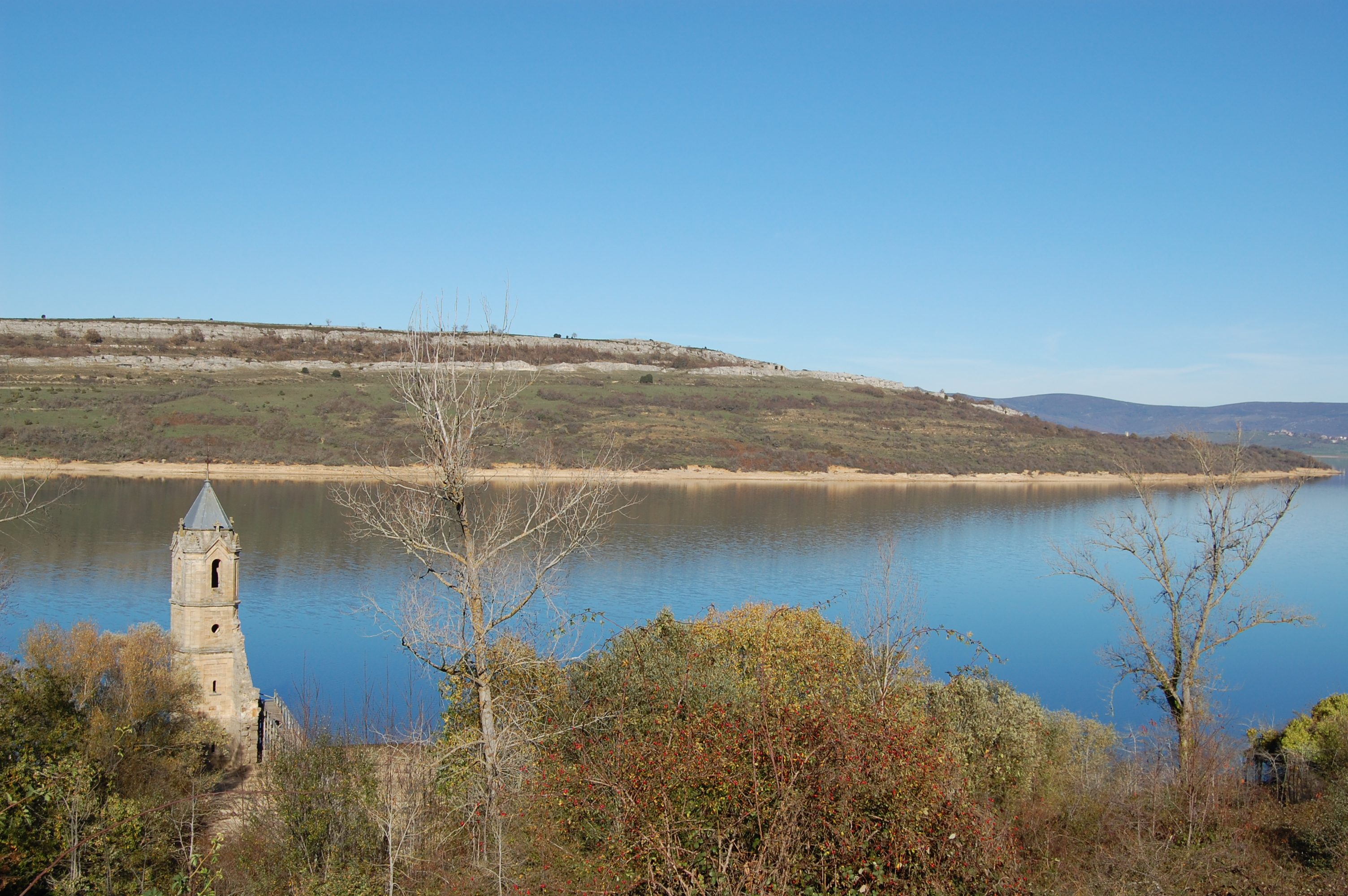
Vista de la Península de La Lastra y la iglesia sumergida de Villanueva

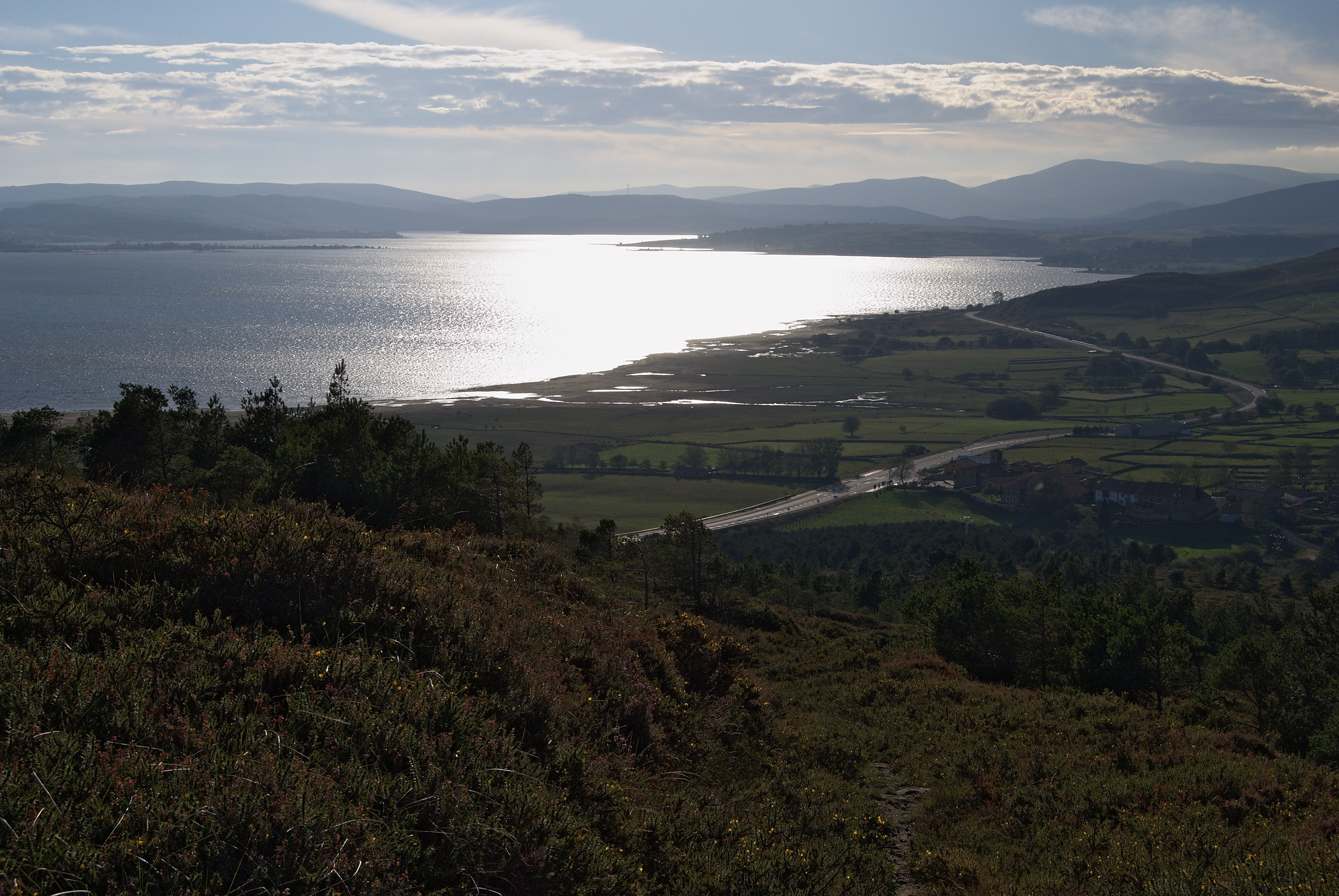
Embalse del Ebro desde el puerto del Escudo

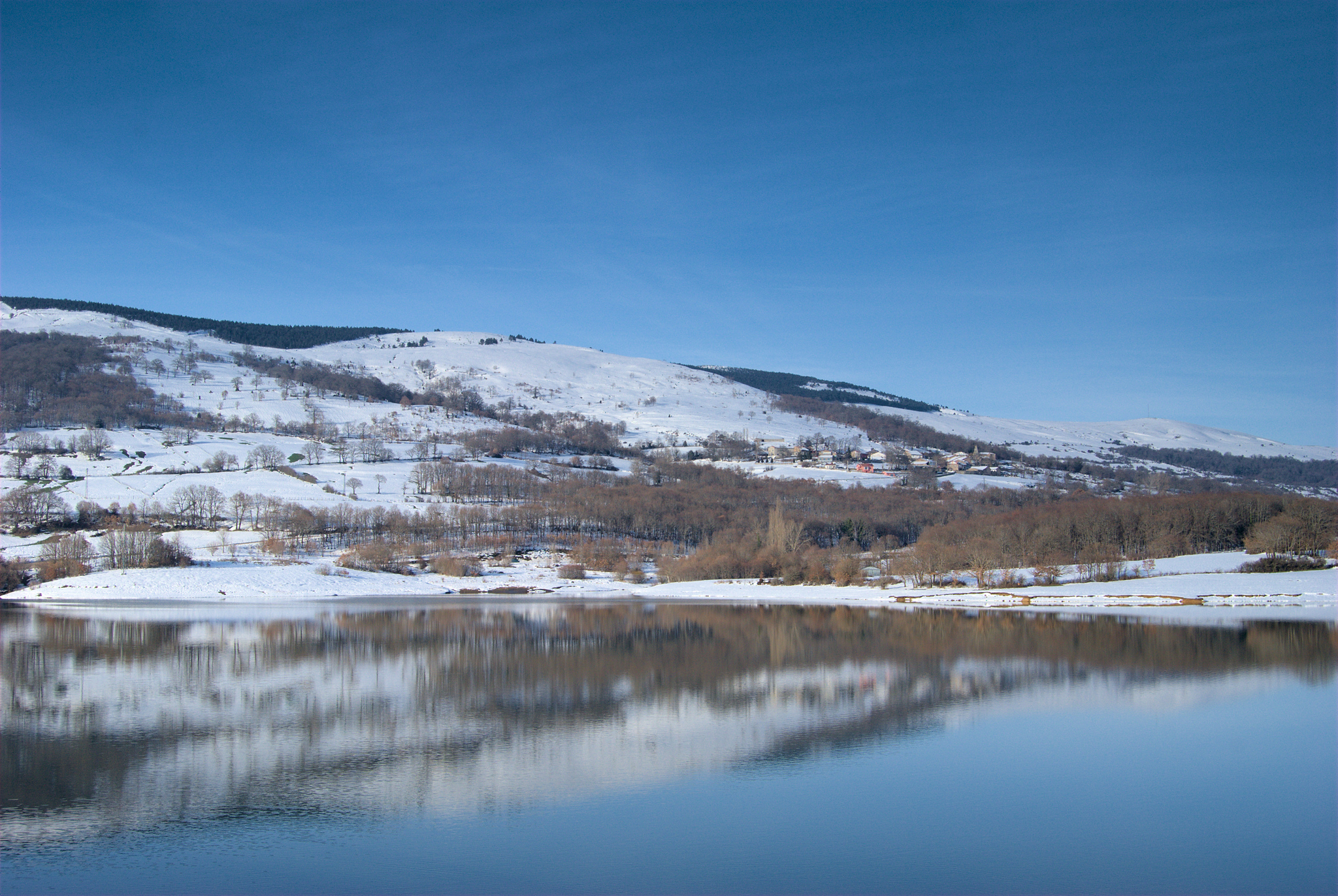
El embalse del Ebro después de una nevada

El embalse del Ebro, también llamado pantano del Ebro, pantano de Reinosa o pantano de Arija, es un embalse construido en el curso alto del río Ebro, en el norte de España. Se encuentra entre la comarca cántabra de Campoo-Los Valles y la burgalesa de Las Merindades, aunque la mayor parte del Embalse está en territorio cántabro y de igual forma prácticamente todos los ríos que vierten sus aguas a él proceden de Cantabria. Es uno de los embalses más extensos de España y es el tercer embalse de mayor capacidad de la cuenca hidrográfica del Ebro, por detrás de los embalses de Mequinenza y Canelles.
El embalse recoge las aguas de la cordillera Cantábrica, y gran parte de su aporte hídrico procede de la nieve acumulada en invierno en las zonas de montaña. El desembalse progresivo en primavera y verano permite mantener un caudal en el Ebro en las partes más bajas de Aragón y Cataluña, siendo así esencial para la agricultura de regadío del valle del Ebro. La retención del agua en invierno también evita desbordamientos río abajo cuando ocurre el deshielo de la nieve acumulada en la cordillera Cantábrica.

## Historia
El embalse del Ebro fue construido entre los años 1921 y 1945, aunque no fue inaugurado hasta 1952. Para su puesta en servicio se anegó una fértil vega denominada La Rasa de Campoo, lo que supuso la inundación completa de los pueblos de Medianedo, La Magdalena, Quintanilla y Quintanilla de Bustamante; otras muchas localidades fueron inundadas parcialmente y tuvieron que ser reconstruidas a orillas del embalse. Las expropiaciones fueron realizadas en el año 1932, por la Confederación Hidrográfica del Ebro, durante la II República. Las expropiaciones fueron realizadas al amparo de la Ley de Expropiación Forzosa de 1879, alcanzándose en ocasiones un acuerdo sobre el justiprecio con la parte expropiada. La inundación del embalse supuso un gran éxodo de población de toda esta zona, pues además de la pérdida de las casas, en municipios como Campoo de Yuso o Las Rozas de Valdearroyo se perdieron casi todas las tierras de labor bajo las aguas y con ellas el sustento económico de miles de familias. Hace unos años un documental recogió los testimonios de algunos de los habitantes de la zona que vivieron la inundación.
En inicio se plantearon una serie de compensaciones para la comarca, como la construcción de viviendas para los afectados, la instalación de industrias en la zona, un sistema de transporte mediante embarcaciones para unir las dos orillas del embalse, así como la construcción de un puente y de un ramal del tren minero de la Robla que llegaría hasta Reinosa. De todas las compensaciones solo se llegó a ejecutar la del puente que uniría ambas orillas, el conocido puente Noguerol que, no obstante, se derrumbó por problemas estructurales poco después de construirse, por lo que finalmente ninguna de las compensaciones llegaron a ver la luz.

## Características
Con una altura máxima de 34 m, y una extensión de 6253 ha, tiene capacidad para albergar 541 hm³. Su construcción supuso cambios climáticos en la zona, con nieblas frecuentes durante el invierno. Desde él se regulan las aguas de toda la cuenca de río Ebro y su almacenamiento de agua es vital para los regadíos de La Rioja, Navarra y Aragón. 
Se localiza al sur de Cantabria, en el límite con la provincia de Burgos (Castilla y León). El 70 % de la totalidad del embalse se encuentra dentro de Cantabria, mientras el otro 30 % se encuentra en la provincia burgalesa. Se nutre de aguas cántabras en un altísimo porcentaje, por los ríos Ebro, Híjar e Izarilla, y el desnieve de las cumbres de Tresmares, en su lado este, y de toda la Sierra de Isar. Mientras que de la parte burgalesa el río Virga vierte su escasa corriente en el embalse.
El acceso a la lámina de agua del embalse se puede realizar desde la margen derecha y también en las proximidades de la presa, donde se forma una playa natural de poca pendiente con accesibilidad fácil hasta el agua. En la actualidad, la navegación está permitida (previa autorización) tanto a remo, como a vela y a motor, aunque guardando una cierta distancia con la orilla pues en los márgenes del embalse hay tendidos eléctricos y cercados. Debido a la expansión del mejillón cebra, es necesario desinfectar las embarcaciones que entren o salgan de este embalse (como ocurre en toda la Cuenca Hidrográfica del Ebro). Así mismo el baño está permitido pero solo en las zonas especialmente señaladas y balizadas para tal fin; el baño en lugares no señalizados no es recomendable pues en algunas zonas el embalse tiene grandes profundidades.

## Aprovechamientos
El uso más importante dentro de la comunidad cántabra es el bitrasvase a las cuencas del Besaya y Pas, por un máximo de 22 hm³ y que se realiza únicamente en la temporada estival y para consumo doméstico; este bitrasvase permite abastecer las altas demandas hídricas de la costa cántabra durante la temporada de verano, cuando su población se incrementa notablemente debido al turismo. Este porcentaje representa una cuantía mínima respecto a los otros usos del agua, ya que supone tan solo el 4 % de la capacidad del embalse.
En cuanto a los pueblos circundantes, los habitantes ribereños tienen prohibido el aprovechamiento del agua del embalse para riego, por lo que el único uso es el que se da a los pastos que rodean el lago y que, debido a su inundación periódica, son muy fértiles cuando el agua desciende, por lo que es habitual ver a ganado vacuno y caballar pastando en las orillas.
En un sentido turístico, el embalse es utilizado especialmente en verano para deportes acuáticos, destacando el kayak, el kitesurf y muy especialmente el windsurf, que se puede realizar con comodidad debido a las tranquilas aguas del embalse y a los vientos que suelen soplar especialmente en la parte oriental del mismo. En el embalse también hay algunas zonas acondicionadas para el baño; especialmente destacables son las de la zona de Arija (en la provincia de Burgos) y las de la localidad de La Población (en el municipio cántabro de Campoo de Yuso). Fuera de las zonas habilitadas el baño está prohibido por el riesgo que implica la existencia de cercados para el ganado y líneas eléctricas en algunas partes del embalse. 
En sentido energético, a pie de presa se encuentra la central hidroeléctrica de Las Rozas de Valdearroyo, actualmente explotada por Iberdrola equipada con dos grupos kaplan de 3,5 megavatios y un grupo francis de 0,3 MW.[cita requerida]
Fuera de Cantabria es fundamental la utilización de sus aguas para regadío en La Rioja, Navarra y Aragón.

## Protecciones medioambientales
Debido a la importancia medioambiental, natural y paisajística del Embalse del Ebro, éste está incluido en diversas figuras de protección y conservación como:
- Zona de especial protección para las aves (ZEPA).
- Lugar de Importancia Comunitaria (LIC).
- Red Natura 2000.
- Refugio Nacional de Aves Acuáticas, declarado en 1983.[5]
- Red de Espacios Naturales Protegidos de Cantabria por la Ley de Cantabria 4/2006, de 19 de mayo, de Conservación de la Naturaleza.

Además, el Ayuntamiento de Campoo de Yuso propuso el 16 de abril de 2013 incluir este espacio natural en la Lista de Humedales de Importancia Mundial del Convenio Ramsar. La Sociedad Española de Ornitología, institución de reconocido prestigio fundada en 1954, ha emitido un informe donde indica que “el embalse del Ebro es uno de los humedales más destacados del Norte peninsular por sus poblaciones de aves acuáticas.” Actualmente esta propuesta se encuentra siendo estudiada por los servicios oficiales de Cantabria y Castilla y León.